# Engordany

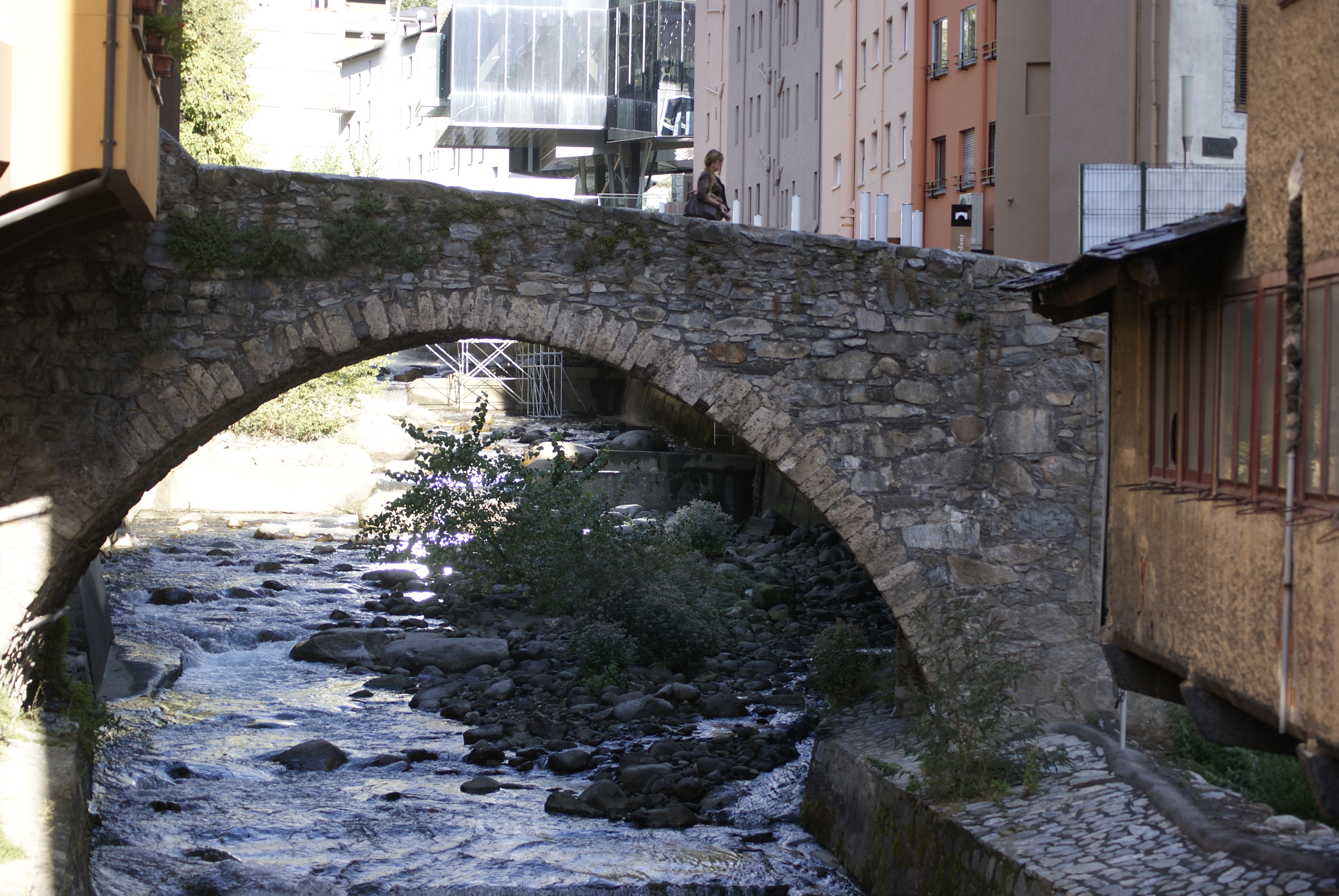
Puente de Escaldas-Engordany, vía de comunicación tradicional con Las Escaldas.

Engordany es uno de los núcleos tradicionales que forman la ciudad y parroquia de Las Escaldas-Engordany (Andorra). Engordany se encuentra a 1109 m s. n. m., en la vertiente meridional del Pico de Padern, a la derecha de la Valira de Oriente, delante de la confluencia con el Valira del Norte. 
Era una pequeña aldea vinculada a Las Escaldas, en la otra orilla del río y unidos por el puente románico de Las Escaldas-Engordany. Estaba la iglesia de San Jaime de Engordany, hoy derribada. En el antiguo camino de Engordany a Andorra la Vieja atraviesa el Valira del Norte el pont dels Escalls, románico del siglo XIII y donde se firmó el acuerdo de los Pariatges en el año 1278.
Había sido un pueblo diferenciado de Las Escaldas y más antiguo ya que estaba habitado alrededor del siglo II a. C. o siglo I a. C. Con el crecimiento de Andorra la Vieja, Las Escaldas y de Engordany, las tres poblaciones han formado un conjunto urbano del cual actualmente Las Escaldas y Engordany forman una sola ciudad, denominada Las Escaldas-Engordany y constituida como la séptima parroquia de Andorra desde 1978, año en que dejó de formar parte de la parroquia de Andorra La Vieja.

## Deportes
Engordany cuenta con un club de fútbol que es el Unió Esportiva Engordany que juega la Primera División y la Copa Constitució 2021, su estadio es el Estadio Nacional de Andorra.